# Altiani
Altiani est une commune française située dans la circonscription départementale de la Haute-Corse et le territoire de la collectivité de Corse.
Elle appartient à l'ancienne piève de Rogna.

## Géographie

### Situation
Altiani est une commune  de la piève de Rogna, constituée de villages en corniche sur les deux rives de la basse vallée du Tavignano. La commune s'ouvre à la fois sur la plaine d'Aléria et sur Corte et Venaco et bénéficie à ce titre d'un remarquable panorama, fort étendu et varié, sur la chaîne centrale comme sur la mer Tyrrhénienne.

### Géologie et relief
Altiani est une commune de l'intérieur de l'île, sans façade maritime, située dans la partie méridionale du massif du San Petrone, soit au sud-ouest de la Castagniccia, dans l'En-Deçà-des-Monts ou « Corse schisteuse » au nord-est de la Corse.
Accrochée à l'ouest de la Montagne d'Altiani dominée par la Punta Gaggio (1 192 m), mont « à cheval » à la fois sur Focicchia, Piedicorte-di-Gaggio et Altiani, situé au nord-est de son territoire partie appelée Montagne d'Altiani, la commune couvre une superficie de 1 829 hectares dans la basse vallée du Tavignano, s'étendant de part et d'autre du fleuve.
La partie septentrionale s'étale jusqu'au lit du Tavignano depuis la Montagne d'Altiani. Elle comprend une arête de montagne orientée dans un axe NE-SO depuis la Punta Cervio, sur laquelle se situe le village d'Altiani construit à une altitude moyenne de 600 mètres. À l'ouest de l'arête, le tracé formé par le ruisseau de Limone et le ruisseau de Pietre Bianche son affluent, suivi d'une ligne de crête allant jusqu'à Punta Cervio, délimitent les communes de Focicchia et d'Altiani. À l'est, ce sont le ruisseau de Tromba et le ruisseau de Caselle qui séparent Altiani de Piedicorte-di-Gaggio.

La partie méridionale, plus basse, est une zone collinaire faisant partie de la dépression centrale de l'île, qui la coupe du nord-ouest au sud-est depuis l'Ostriconi jusqu'à Solenzara, un sillon étroit au relief adouci dont les sommets les plus élevés ne dépassent pas les 700 m d'altitude, constitué pour l'essentiel de terrains sédimentaires secondaires et tertiaires. Ce secteur communal comporte une petite plaine alluviale large d'environ 400 m dans ses parties les plus larges (lieux-dits Lutriani et Milelli).
Limites territoriales
Altiani est séparé :
- au nord, de la commune de Focicchia, par une démarcation représentée par le cours du ruisseau de Limone et de celui de son affluent le ruisseau de Pietre Bianche, prolongés par une ligne de crête allant jusqu'à Punta Cervio ;
- à l'est, de Piedicorte-di-Gaggio par une ligne orientée nord-sud suivant le ruisseau de Caselle qui coule entre la Montagne d'Altiani et Monte Rosso (Piedicorte-di-Gaggio) et se poursuivant par une ligne de crête jusqu'au Tavignano, remontant le fleuve sur 500 m jusqu'à la confluence avec le ruisseau de Cavelle ;
- au sud, de Vezzani et Rospigliani, depuis le point de confluence du petit ruisseau de Cavelle avec le Tavignano, par une ligne longeant le flanc de la Punta Emani (517 m) jusqu'à la confluence du ruisseau de Casaloria (affluent du Tavignano), puis suivant le lit du ruisseau de Coina et remontant sur la Punta Muracinto (645 m - Rospigliani) qui  marque l'extrémité sud-est de la commune, enfin la Pointe de Ruja (507 m) ;
- à l'ouest, de Noceta et Venaco, limites qui sont à la fois celles du parc naturel régional de Corse, par une ligne partant de la pointe de Ruja jusqu'à la confluence du Tavignano avec son affluent le Vecchio.

### Hydrographie
Le réseau hydrographique est dense, les cours d'eau sont tous tributaires du fleuve Tavignano.
Le Tavignano traverse son territoire sur 7 km, depuis sa confluence avec le Vecchio jusqu'au lieu-dit Gasprese en aval. 300 mètres en amont du pont génois de la RN 200, il est alimenté par les eaux du ruisseau de Limone qui prend se source sous Punta di Mangaio (1 030 m - Sant'Andréa-di-Bozio). Long de 8,2 km il traverse les communes de Sant'Andréa-di-Bozio, de Focicchia, d'Erbajolo et d'Altiani. Ce ruisseau est lui-même alimenté par le ruisseau de Pietre Bianche jusqu'à sa source captée à 685 mètres au nord du village.
D'autres petits cours d'eau coulent sur la commune, tels les ruisseaux de Torcelle, de Rosajo ou encore de Lavagnano.

### Climat et végétation
La partie située sur la rive gauche du Tavignanu présente un sol souvent dénudé, rocailleux, couvert d'une maigre végétation, un maquis clairsemé avec quelques chênes-lièges. L'été venu, ce maquis est marron, desséché, brûlé prêt à s'enflammer. Les incendies ne sont pas rares dans cette vallée. En revanche, la rive droite est verte, couverte d'un épais et haut maquis, dépassé par des pins, des chênes verts et des chênes-lièges.

### Voies de communication et transports

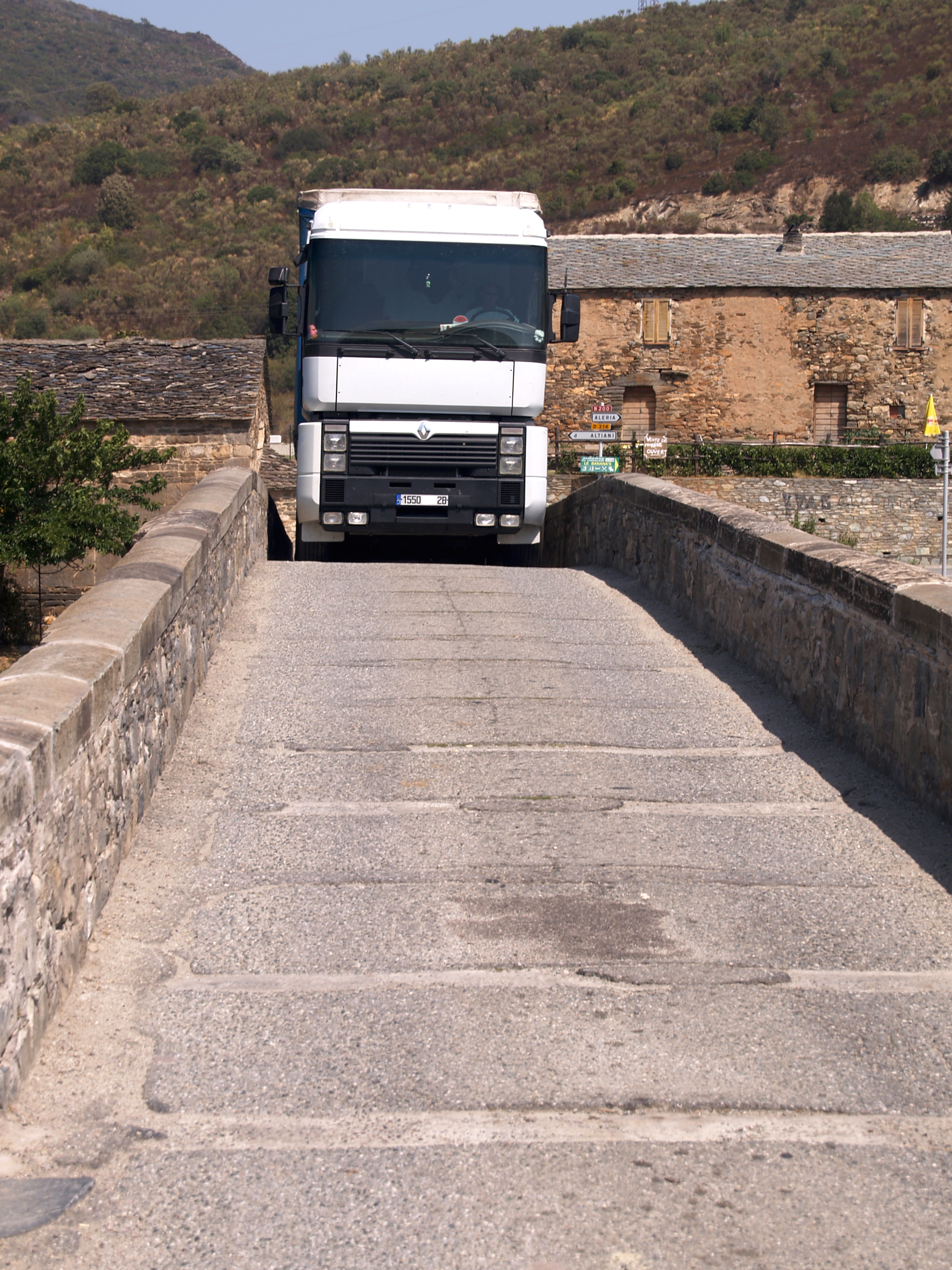
Image du passé : poids lourd franchissant le pont génois.

#### Accès routiers
La commune est traversée par la RN 200 qui longe le Tavignano, depuis le pont d'Ajuinta (201 m) jusqu'au lieu-dit Gasprese (160 m). La particularité de cette route nationale est de posséder deux ponts à voie unique sur son tracé Corte - la mer à Aléria, le pont d'Ajuinta et le pont génois, tous deux sur la commune d'Altiani. Le plus remarquable est le pont génois classé Monument historique. Pour sa sauvegarde, un nouveau pont a été construit 50 m en aval. Le nouveau pont de la Route nationale 200 a été ouvert à la circulation le 11 juillet 2011. Il fait 115 mètres de long avec une voûte centrale de 115 mètres.
Le village d'Altiani se trouve à la jonction des routes D 314 et D 14, cette dernière doublant en partie la RN 200 sur les hauteurs en desservant depuis Favalello les villages de la piève de Rogna en rive gauche du Tavignano : Erbajolo, Focicchia, Altiani, Piedicorte-di-Gaggio, Pietraserena et Pancheraccia.

La voie la plus usitée est la D 314, mettant le village à 8 km de la RN 200.

#### Transports
Aucun service de transport en commun de voyageurs ne dessert la commune. La gare la plus proche est celle de Corte à 25 km, l'aéroport celui de Bastia-Poretta est à 77 km et le port, celui de commerce de Bastia, à 94 km.

## Urbanisme

### Typologie
Au 1er janvier 2024, Altiani est catégorisée commune rurale à habitat très dispersé, selon la nouvelle grille communale de densité à sept niveaux définie par l'Insee en 2022.
Elle est située hors unité urbaine. Par ailleurs la commune fait partie de l'aire d'attraction de Corte, dont elle est une commune de la couronne,. Cette aire, qui regroupe 34 communes, est catégorisée dans les aires de moins de 50 000 habitants,.

### Occupation des sols
L'occupation des sols de la commune, telle qu'elle ressort de la base de données européenne d’occupation biophysique des sols Corine Land Cover (CLC), est marquée par l'importance des forêts et milieux semi-naturels (93,1 % en 2018), une proportion identique à celle de 1990 (93,3 %). La répartition détaillée en 2018 est la suivante : 
milieux à végétation arbustive et/ou herbacée (59,9 %), forêts (33,2 %), zones agricoles hétérogènes (7 %). L'évolution de l’occupation des sols de la commune et de ses infrastructures peut être observée sur les différentes représentations cartographiques du territoire : la carte de Cassini (XVIIIe siècle), la carte d'état-major (1820-1866) et les cartes ou photos aériennes de l'IGN pour la période actuelle (1950 à aujourd'hui).

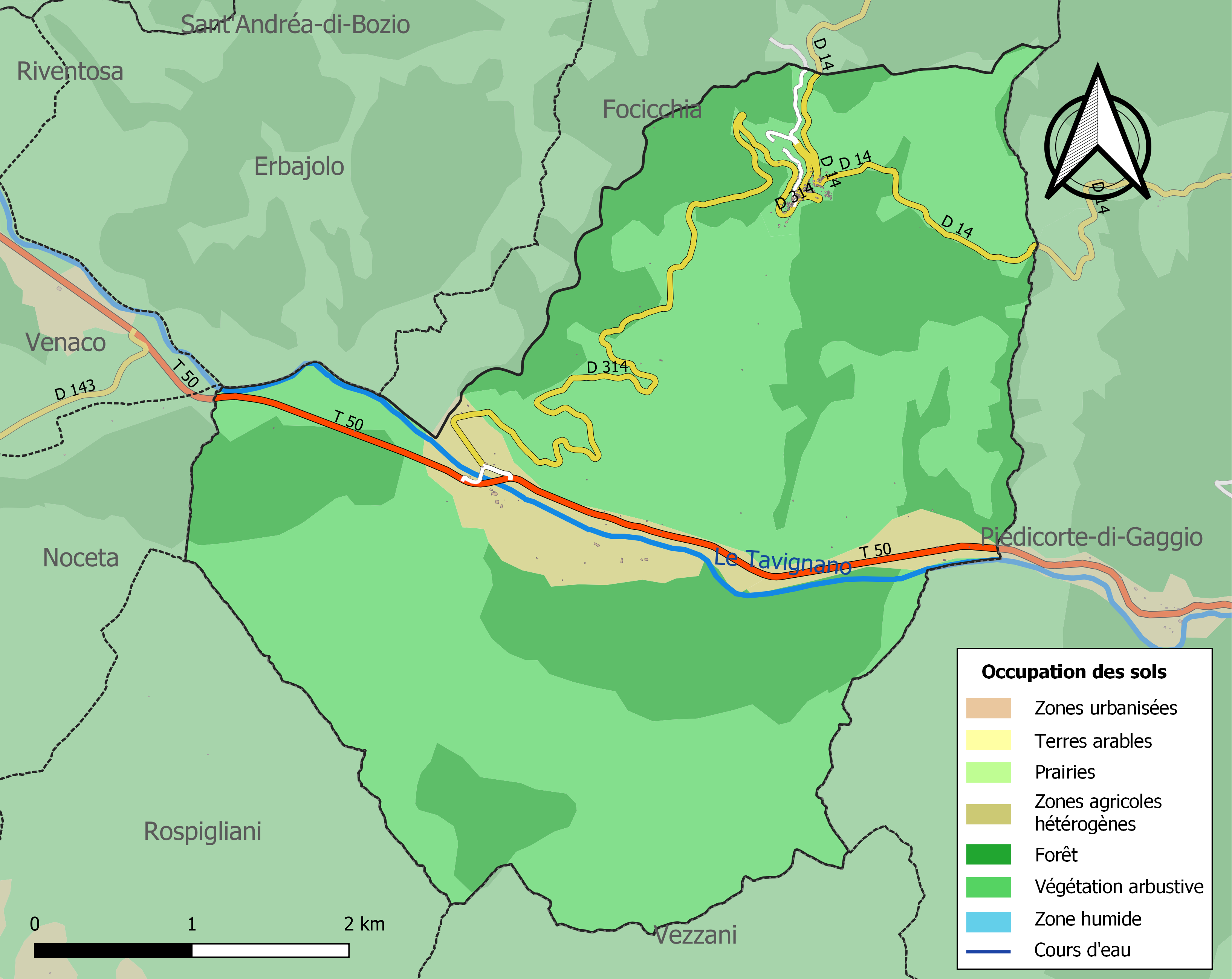
Carte des infrastructures et de l'occupation des sols de la commune en 2018 (CLC).

## Histoire

### Temps modernes
Vers 1520, la communauté de Santa Maria d’Altiani faisait partie de la pieve de Rogna qui relevait de l'évêché d'Aléria. La pieve de Rogna comptait environ 4 250 habitants et avait pour lieux habités Vivario (li Gati, le Murachiole, Arche), Herbajolo, la Valle di Sera, la Fosigia, la Lamella, Altiani, lo Petragio, lo Pè di la Corte, lo Lunello, Porra, lo Piano Buono, la Petra Serena, Santa Maria de Talsini, Corte, Omessa, Santa Lutia, Tralunca, lo Soarello, Castirla.
En 1793, une partie de la piève de Rogna redécoupée devient le canton de Tavignano ; celui-ci devient en 1828 le canton de Piedicorte-di-Gaggio, jusqu'à la fusion en 1973 de celui-ci avec ceux de San-Lorenzo et de Sermano.
Monseigneur Carlo Fabrizio Giustiniano, évêque de Mariana dans les années 1680, décrivait la région ainsi :
« Dans cette pieve, au-delà de la rivière, on trouve le pays de Vivario qui contient Gatti, Muracciole et Arca et hors de Vivario, Noceta, Rospigliani et Antisanti. Tels sont les pievi et les villages de la première partie de ce pays située au-delà du Tavignano, rivière qui, en se rapprochant de la mer, change de nom et est appelée par un grand nombre le fleuve d’Aléria.... La pieve de Rogna dont nous venons de parler contient en deçà du fleuve (Tavignano) les villages suivants : Erbajolo, la Valle di Sera, Focicchia, la Lamella (la Mela), Altiani, où on trouve un couvent des frères Mineurs, lo Petragio, Piedicorte di Gaggio, lo Lunello, Porra, lo Piano Buono, Pietraserena, Pancheraccia, Giuncaggio et Carco ; et cette pieve est très peuplée et produit en abondance du blé, du vin, de l’huile, du bétail, du miel et des fruits. »

### Époque contemporaine
En 1954, le canton de Piedicorte-di-Gaggio était composé avec les communes de Altiani, Erbajolo, Focicchia, Giuncaggio, Pancheraccia, Piedicorte-di-Gaggio et Pietraserena. Altiani comptait alors 347 habitants.
1971-1973, de nouveaux cantons sont créés dont le canton de Bustanico créé avec la fusion imposée des anciens cantons de Piedicorti-di-Gaggio, San Lurenzo et Sermano.

## Politique et administration

### Liste des maires
| Période                                  | Période      | Identité              | Étiquette | Qualité                   |
| ---------------------------------------- | ------------ | --------------------- | --------- | ------------------------- |
| maire en 1911                            | ?            | Dominique Paoli       |           |                           |
| mars 2001                                | juillet 2001 | Joseph Campana        | DVG       | Ancien conseiller général |
| juillet 2001                             | 2010         | Marius Luciani        |           |                           |
| février 2011                             | En cours     | Pierre-Paul Frigosini | DVG       | Employé                   |
| Les données manquantes sont à compléter. |              |                       |           |                           |

## Population et société

### Démographie
L'évolution du nombre d'habitants est connue à travers les recensements de la population effectués dans la commune depuis 1800. Pour les communes de moins de 10 000 habitants, une enquête de recensement portant sur toute la population est réalisée tous les cinq ans, les populations de référence des années intermédiaires étant quant à elles estimées par interpolation ou extrapolation. Pour la commune, le premier recensement exhaustif entrant dans le cadre du nouveau dispositif a été réalisé en 2006.

En 2022, la commune comptait 54 habitants, en évolution de +14,89 % par rapport à 2016 (Haute-Corse : +5,15 %, France hors Mayotte : +2,11 %).
| 1800 | 1806 | 1821 | 1831 | 1836 | 1841 | 1846 | 1851 | 1856 |
| ---- | ---- | ---- | ---- | ---- | ---- | ---- | ---- | ---- |
| 351  | 541  | 209  | 437  | 489  | 510  | 484  | 568  | 520  |

| 1861 | 1866 | 1872 | 1876 | 1881 | 1886 | 1891 | 1896 | 1901 |
| ---- | ---- | ---- | ---- | ---- | ---- | ---- | ---- | ---- |
| 548  | 564  | 646  | 590  | 577  | 540  | 565  | 552  | 690  |

| 1906 | 1911 | 1921 | 1926 | 1931 | 1936 | 1946 | 1954 | 1962 |
| ---- | ---- | ---- | ---- | ---- | ---- | ---- | ---- | ---- |
| 544  | 537  | 329  | 469  | 450  | 524  | 321  | 347  | 148  |

| 1968 | 1975 | 1982 | 1990 | 1999 | 2006 | 2011 | 2016 | 2021 |
| ---- | ---- | ---- | ---- | ---- | ---- | ---- | ---- | ---- |
| 126  | 126  | 100  | 90   | 95   | 94   | 66   | 47   | 53   |

| 2022 | - | - | - | - | - | - | - | - |
| ---- | - | - | - | - | - | - | - | - |
| 54   | - | - | - | - | - | - | - | - |

### Enseignement
- L'école primaire publique la plus proche se trouve à Piedicorti, à 4,9 km.
- Les collège et lycée Pascal-Paoli, les plus proches, sont à Corte, soit à 27 km.
- Le lycée professionnel agricole le plus proche est situé à Borgo, soit à 78 km.

### Santé
Les cabinets des médecins les plus proches sont situés à Corte, à environ 27 km.
Les plus proches hôpitaux sont :
- le Centre hospitalier de Bastia à 91 km,
- le Centre Hospitalier Intercommunal Corte-Tattone à 27 km.

Les ambulanciers les plus proches se trouvent également à Corte, de même que les masseurs kinésithérapeutes..
L'infirmière la plus proche est installée à Pietraserena, à 7,5 km.

### Manifestations culturelles et festivités

#### Fêtes
- Fête communale a lieu chaque année au début août.

## Économie

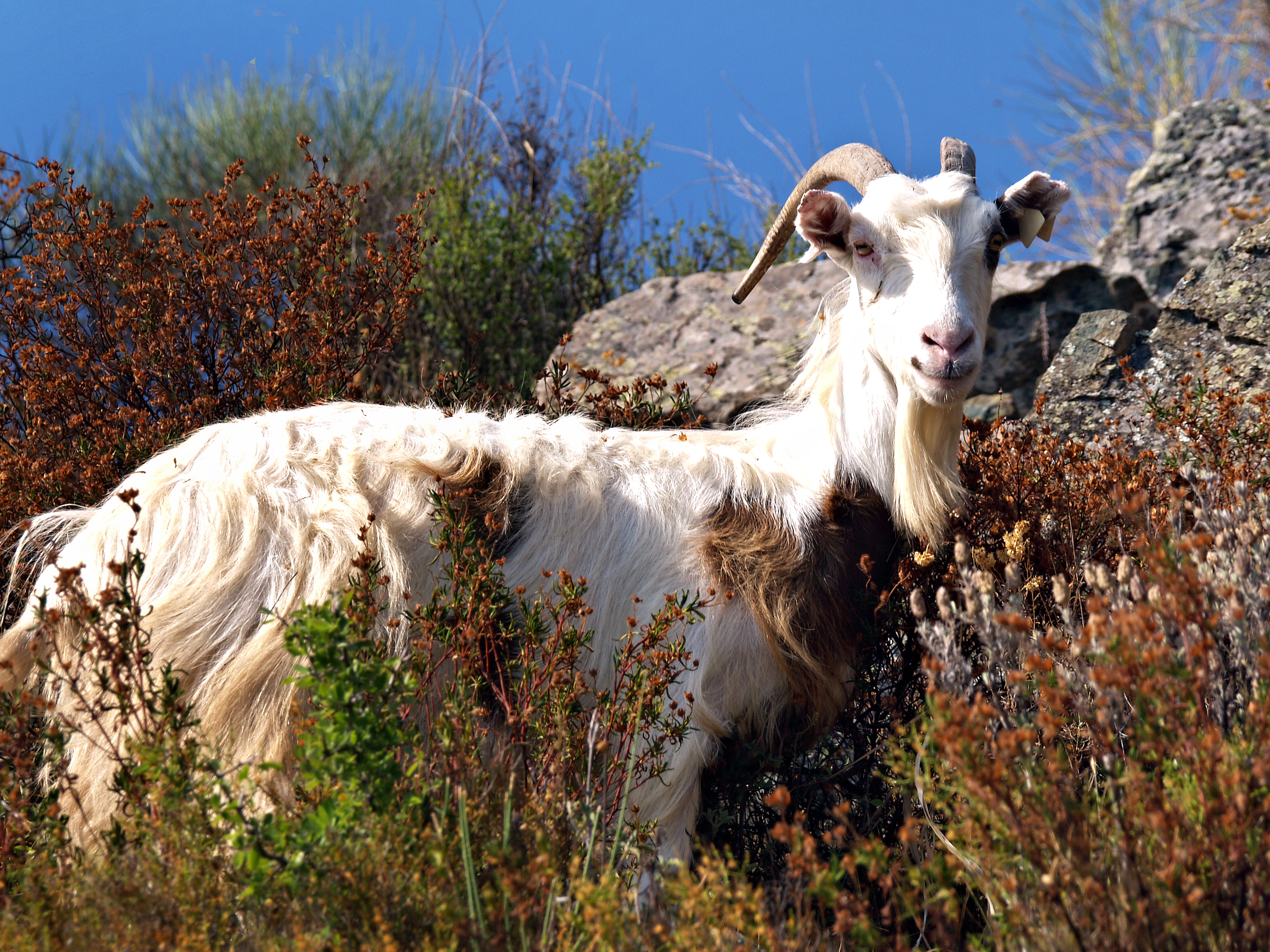
Chèvre dans le maquis.

La commune tire ses ressources d'une activité agro-pastorale, l'élevage restant le principal secteur d'activité.
Une station expérimentale d'élevage gérée par l’Office du développement agricole et rural de Corse (ODARC) a été implantée à proximité du pont génois de la RN 200, au lieu-dit Ponte, à l'initiative de la Société d'économie mixte pour la mise en valeur de la Corse (SOMIVAC). Pour mener à bien ses missions, la station dispose d'un cheptel de 220 brebis adultes, 50 agnelles de renouvellement et de 6 béliers.
La station est ouverte à d'autres recherches. Récemment a été installé un rucher d'élevage et de sélection des abeilles géré par le syndicat « AOC Miel de Corse ».

## Culture locale et patrimoine

### Lieux et monuments

#### Pont génois sur le Tavignano
Le pont d'Altiani, localement appelé pont'à u large ou pont'à u laricciu (littéralement “pont du pin laricio”), est un pont génois à trois arches du XIVe siècle sur le Tavignano. Avec son état caractéristique typique d'une architecture de style Louis XVI, le pont date de l'élargissement effectué par l'intendant Boucheporn. Propriété du département, il est classé Monument historique par arrêté du 14 janvier 1977.
L'ouvrage était utilisé depuis pour la circulation routière et se trouve situé sur la RN 200. Avec une seule voie il provoquait un étranglement avec une circulation alternée sans feux tricolores. Il se dégradait lentement avec un trafic devenant de plus en plus intense mais il n'est plus utilisé maintenant pour la circulation routière. Un nouveau pont a été mis en service le 11/7/2011 et le remplace en aval.

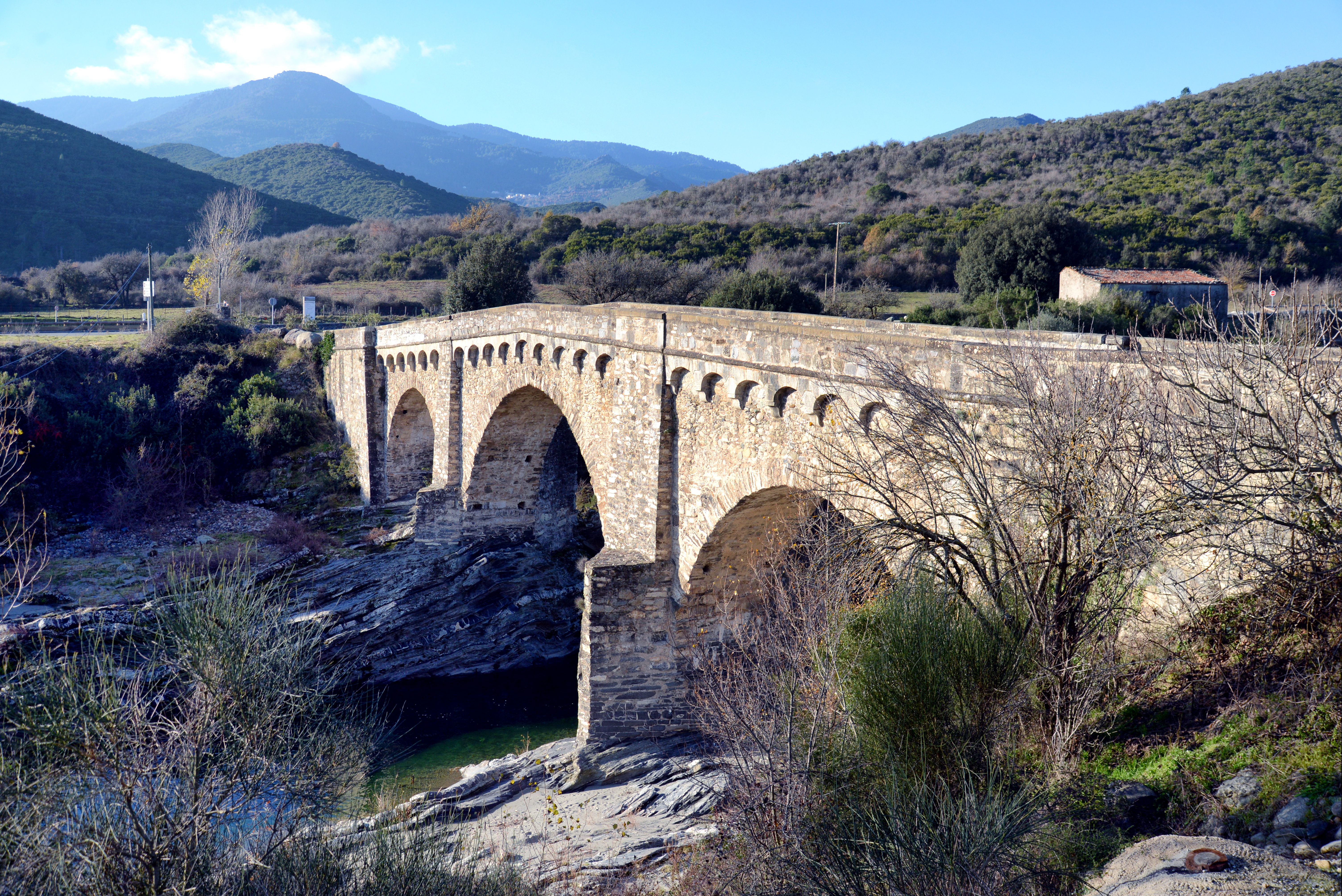
Vue du côté aval de la rive Nord.
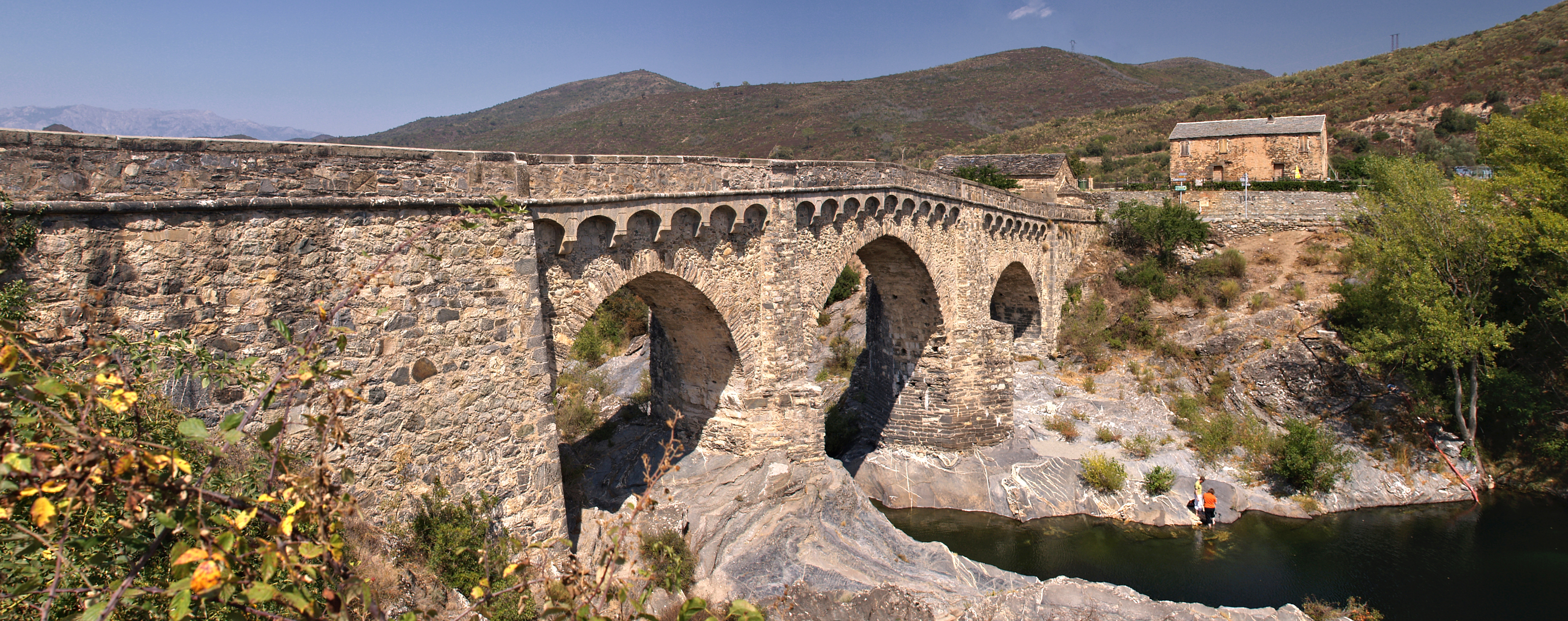
Le pont génois de la RN 200 Vue du côté Aval de la rive Sud.
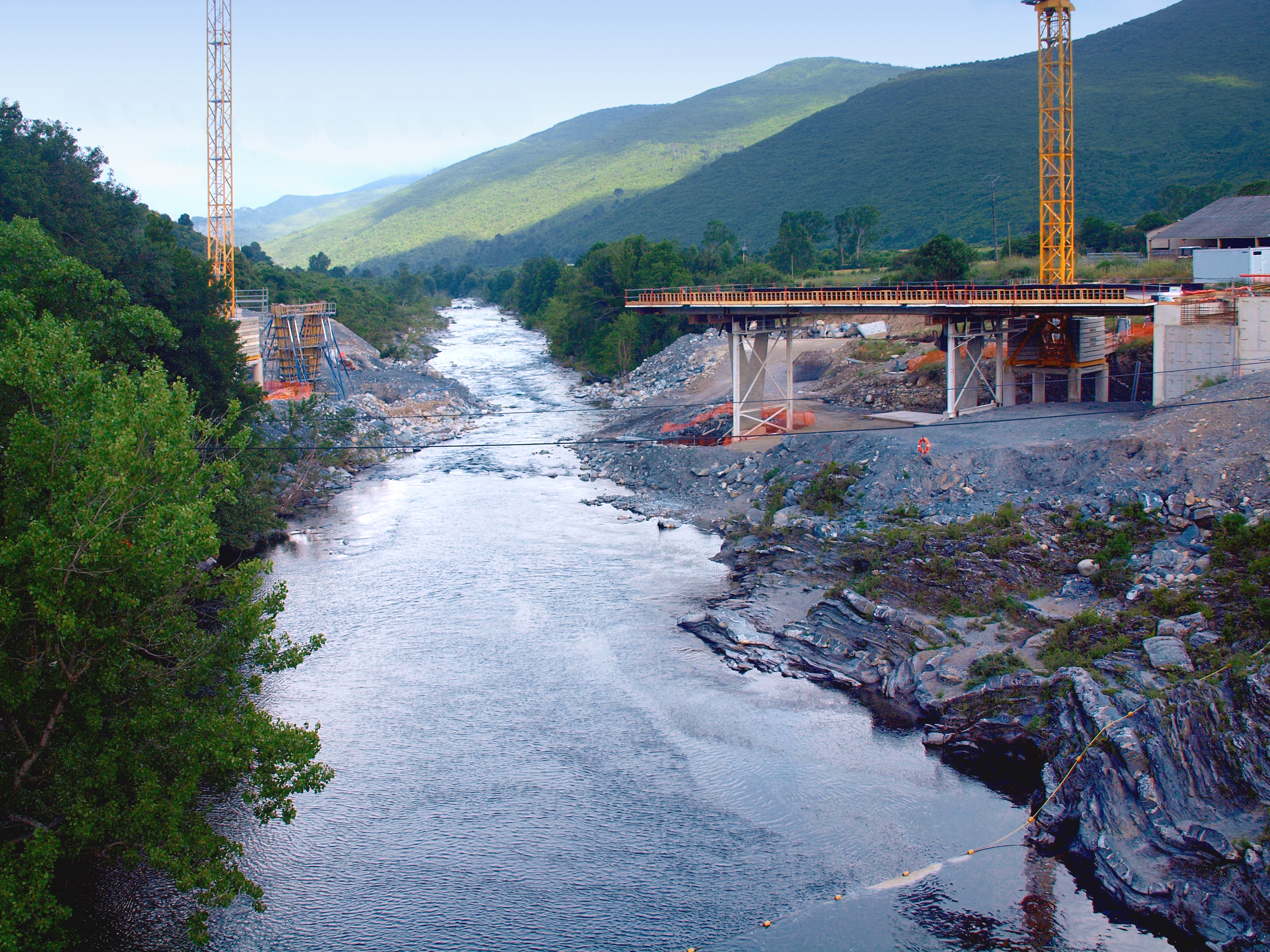
Le nouveau pont en construction (2010).
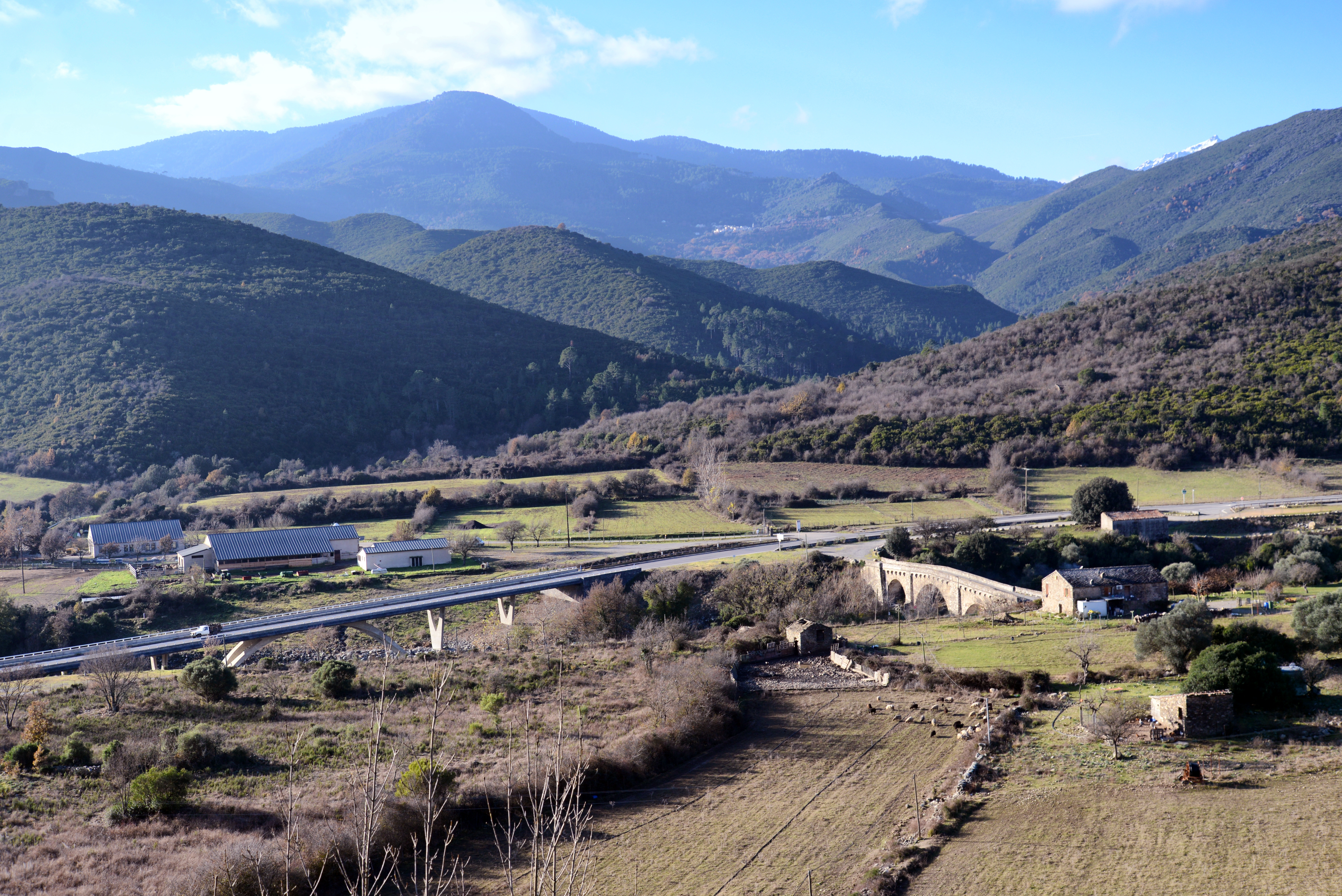
Les deux ponts d'Altiani.

#### Chapelle San Giovanni
La chapelle San Giovanni (Saint-Jean-Baptiste) est un édifice roman des Xe et XIe siècles situé à proximité du pont génois dit « pont d'Altiani », à la jonction des routes T50 et la D 314 qui dessert le village. Elle était l'église piévane de Rogna qui avait remplacé une église plus ancienne, centre de la piève, se trouvant au lieu-dit Pieve au sud de l'actuelle commune de Focicchia, à 600 mètres au nord-ouest. L'édifice religieux est désaffecté depuis longtemps. Propriété de la commune, il est classé Monument historique par arrêté du 14 janvier 1977.

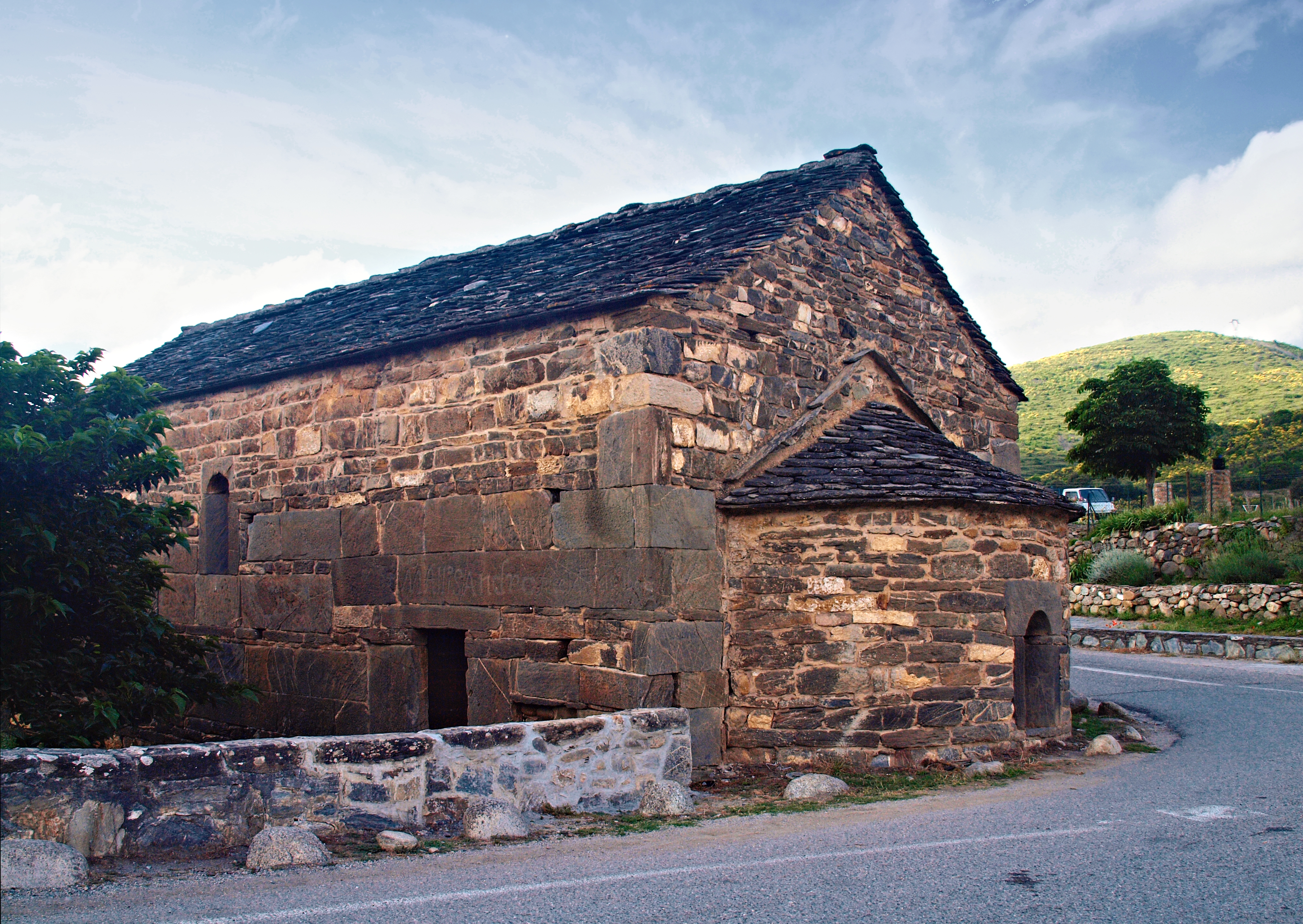
Chapelle San Giovanni.
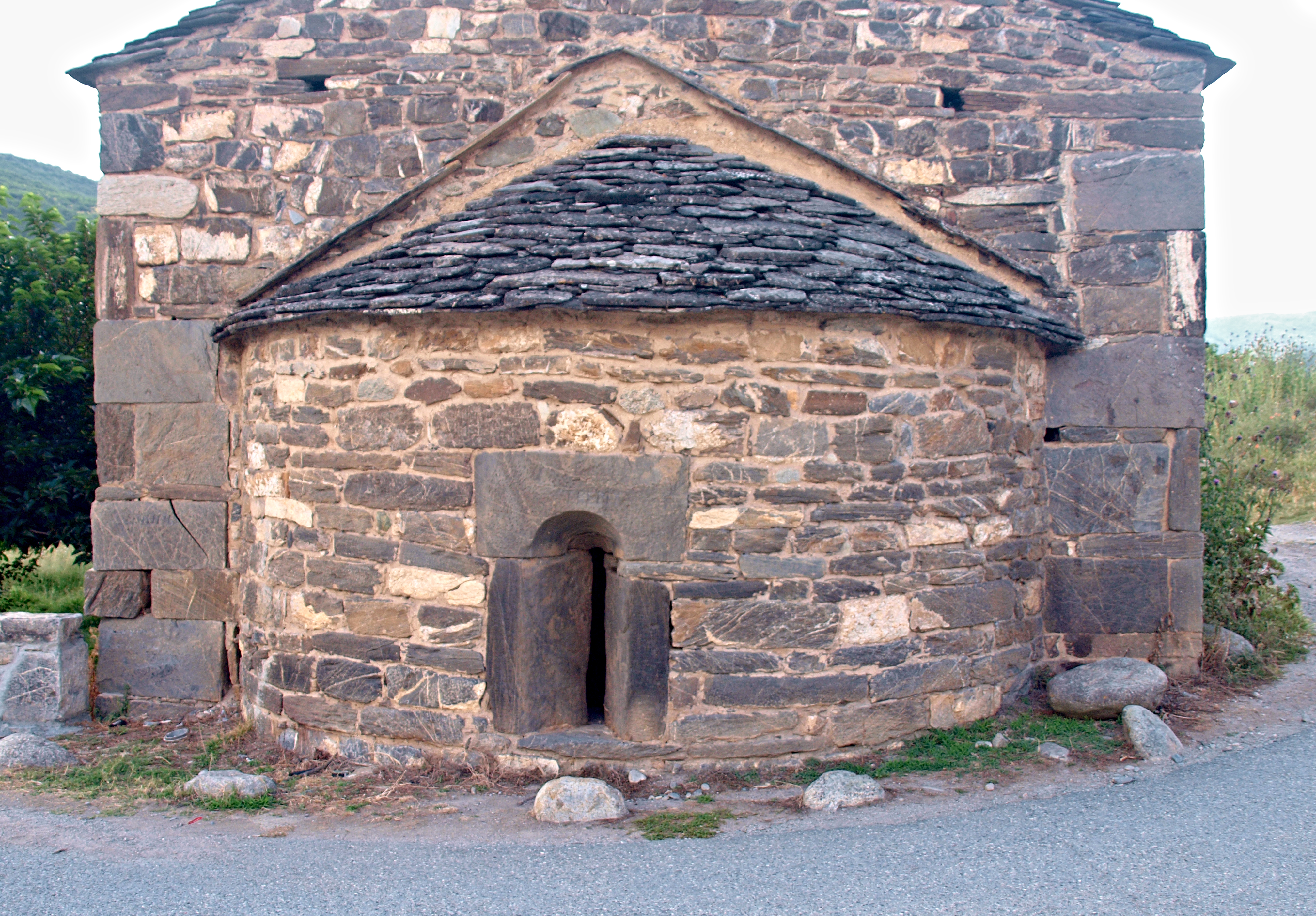
Chevet de la chapelle.
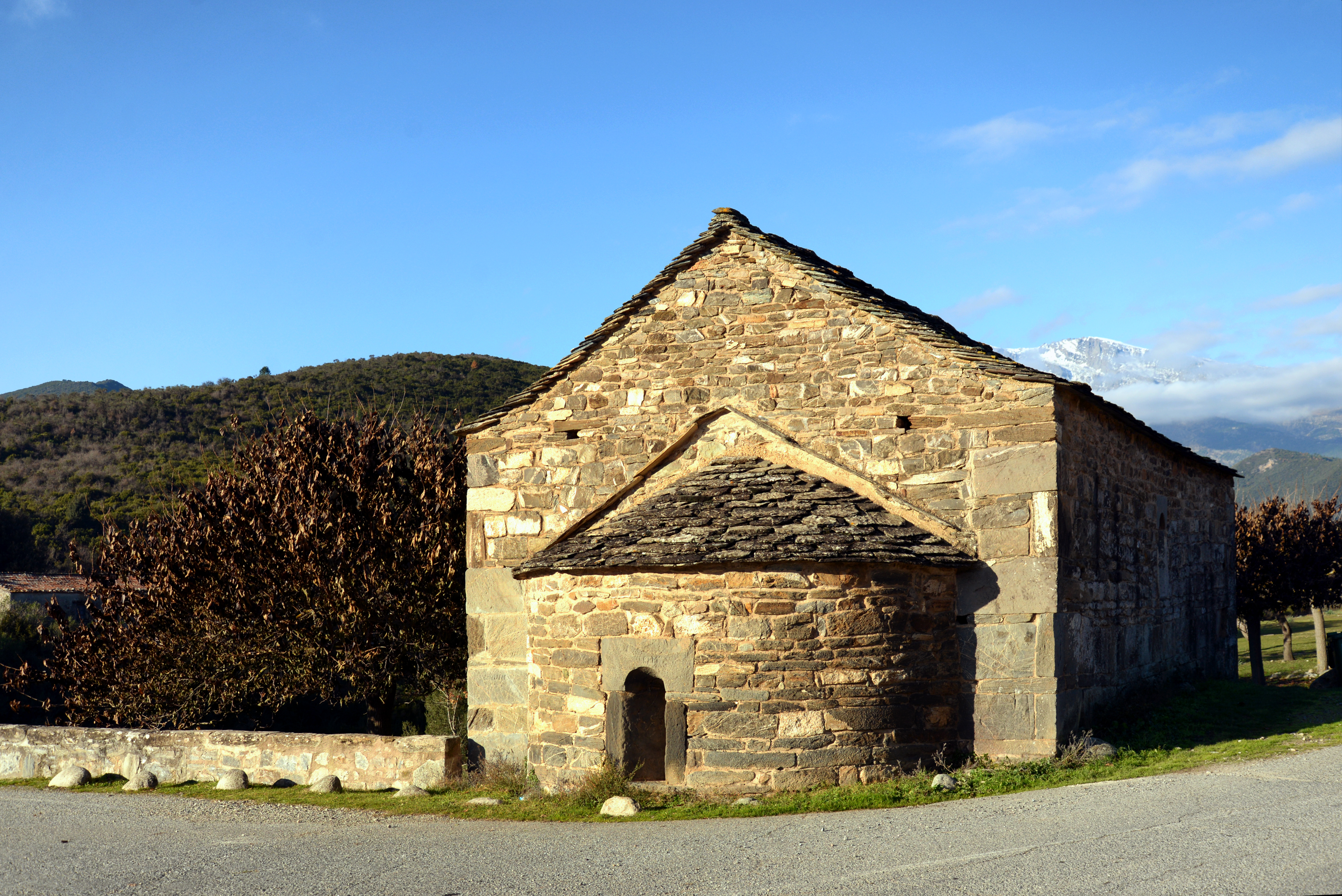
L'abside.
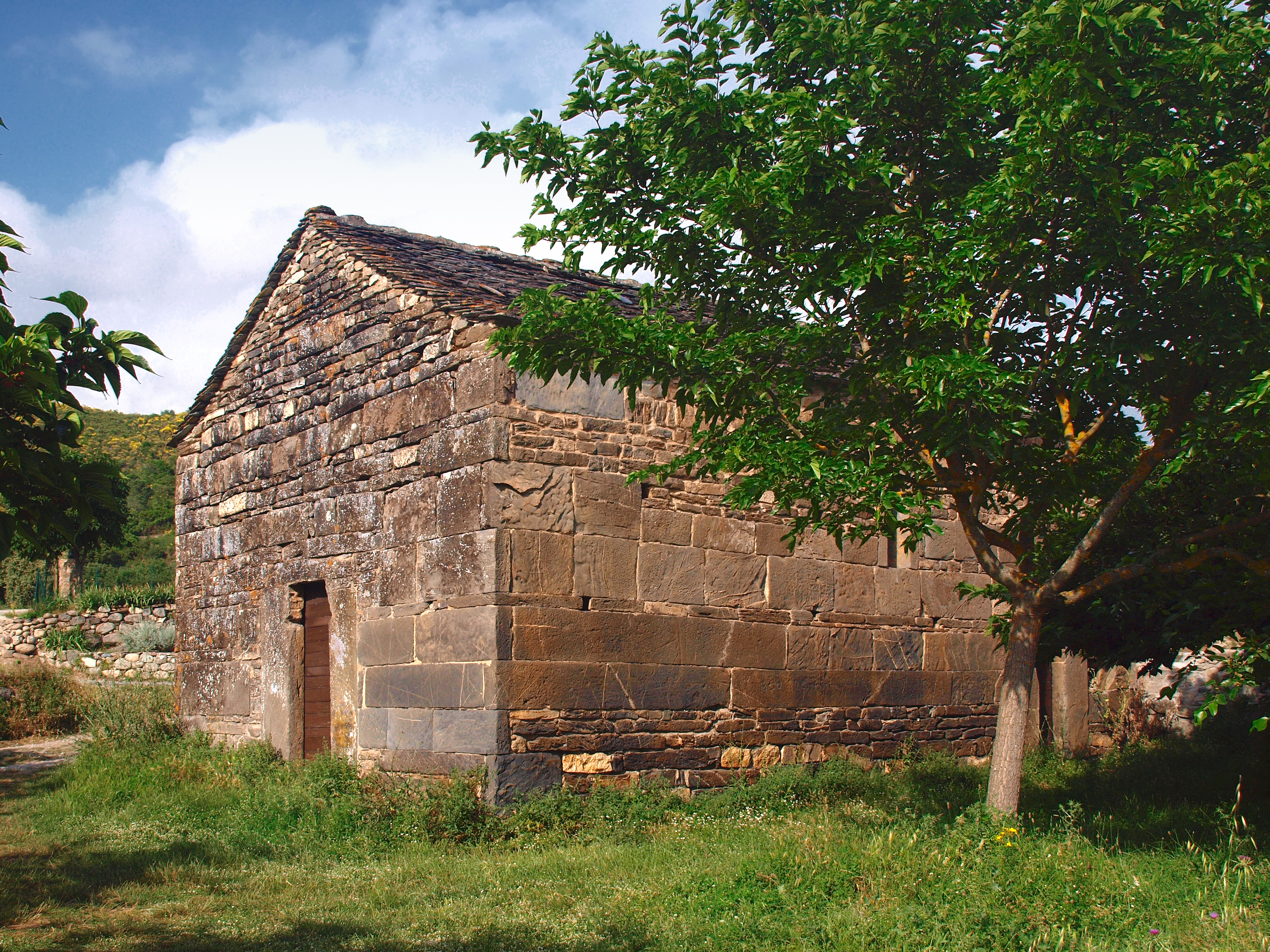
Vue de l'ouest.

#### Église paroissiale  de l'Annonciation

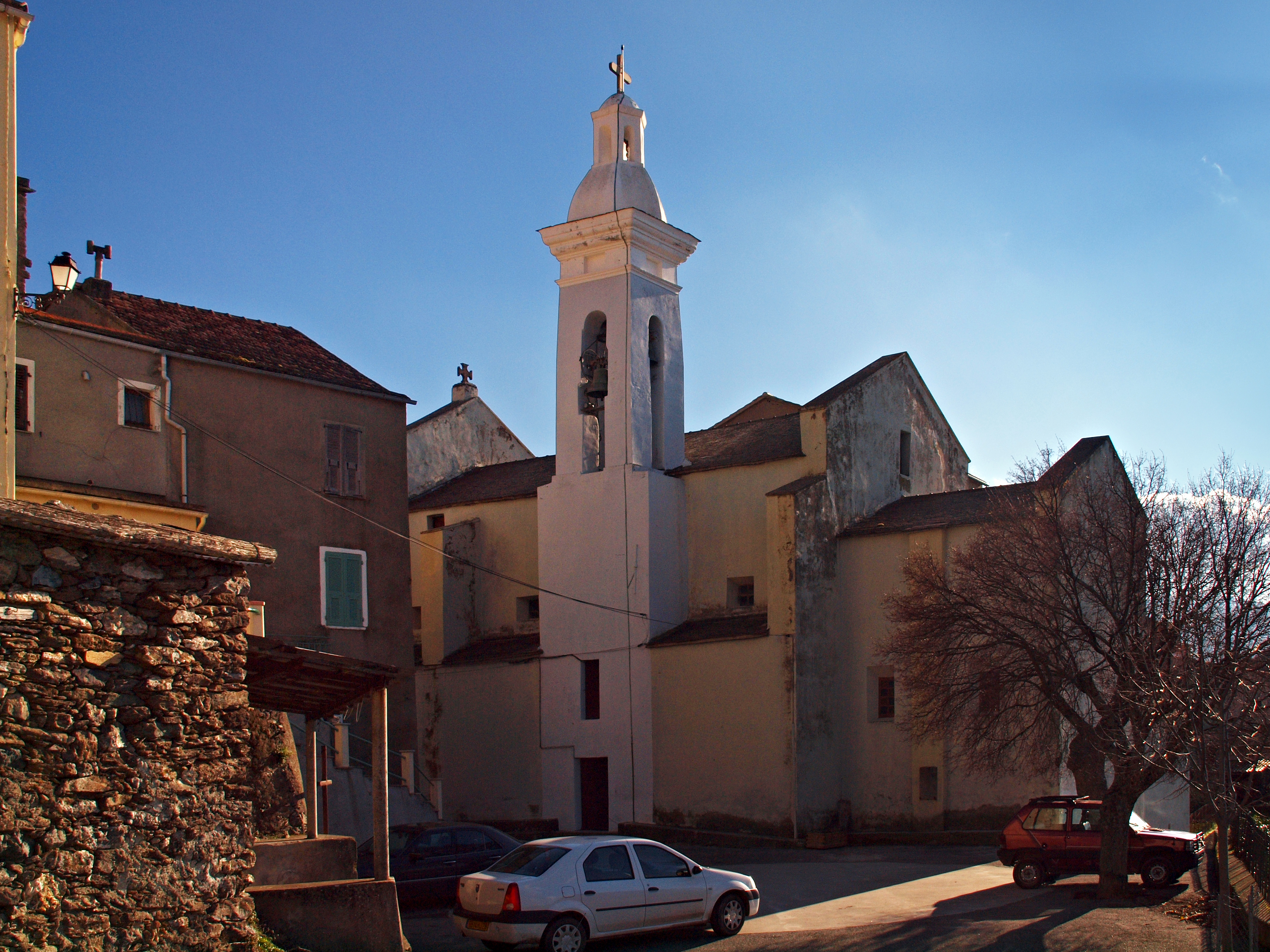
Église Sainte-Marie.

L'église paroissiale de l'Annonciation (ou Sainte-Marie) est située au cœur du village. De plan allongé à chevet plat, formée d'une nef prolongée par une abside, elle peut dater du XVIIe siècle (?). La tiare papale est présente au haut du fronton triangulaire de la façade principale, laissant penser comme le dit la tradition orale, que le pape aurait été présent à l'inauguration de l'église. Maintes fois remaniée, elle a été récemment restaurée, son clocher repeint en blanc. Elle recèle un remarquable meuble de sacristie.

#### Autres édifices religieux

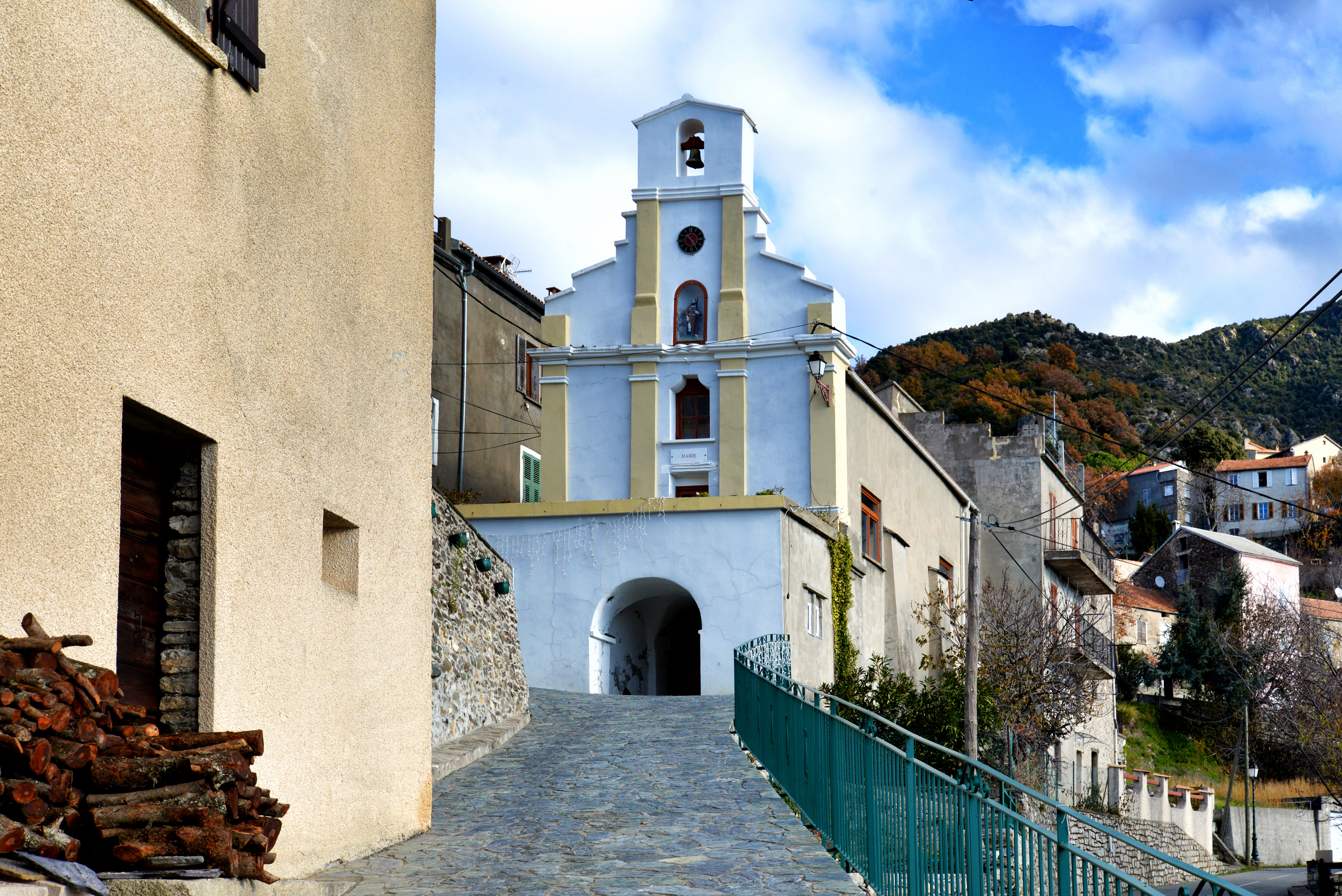
Ancienne chapelle Saint-Roch, actuelle mairie.

- Chapelle Santu Michele ruinée, située au sud-est du village, à 527 m d'altitude sur le mont Santu Michele.
- Chapelle Sant'Alessio (Saint-Alexis) ruinée, située au sud du village à 366 m d'altitude au-dessus de la route D 314.
- Ancienne chapelle Saint-Roch, actuelle mairie. Elle pourrait être datée du XVIIIe siècle.

### Patrimoine naturel
La commune est concernée par une zone naturelle d'intérêt écologique, faunistique et floristique de 2e génération :

#### ZNIEFF
Basse vallée du Tavignano
Dix communes se partagent cette zone d'une superficie de 1 057 ha qui s’étale le long du fleuve, depuis Aléria jusqu’au pont de Noceta. « La basse vallée du Tavignano est le seul endroit de Corse où l'Alose feinte se reproduit actuellement ; le fleuve abrite en outre la blennie fluviatile et de nombreux invertébrés macrobenthiques déterminants ».

### Patrimoine culturel
Plusieurs lieux, édifices et monuments sont là pour rappeler l'Histoire du village :
- Monument aux morts

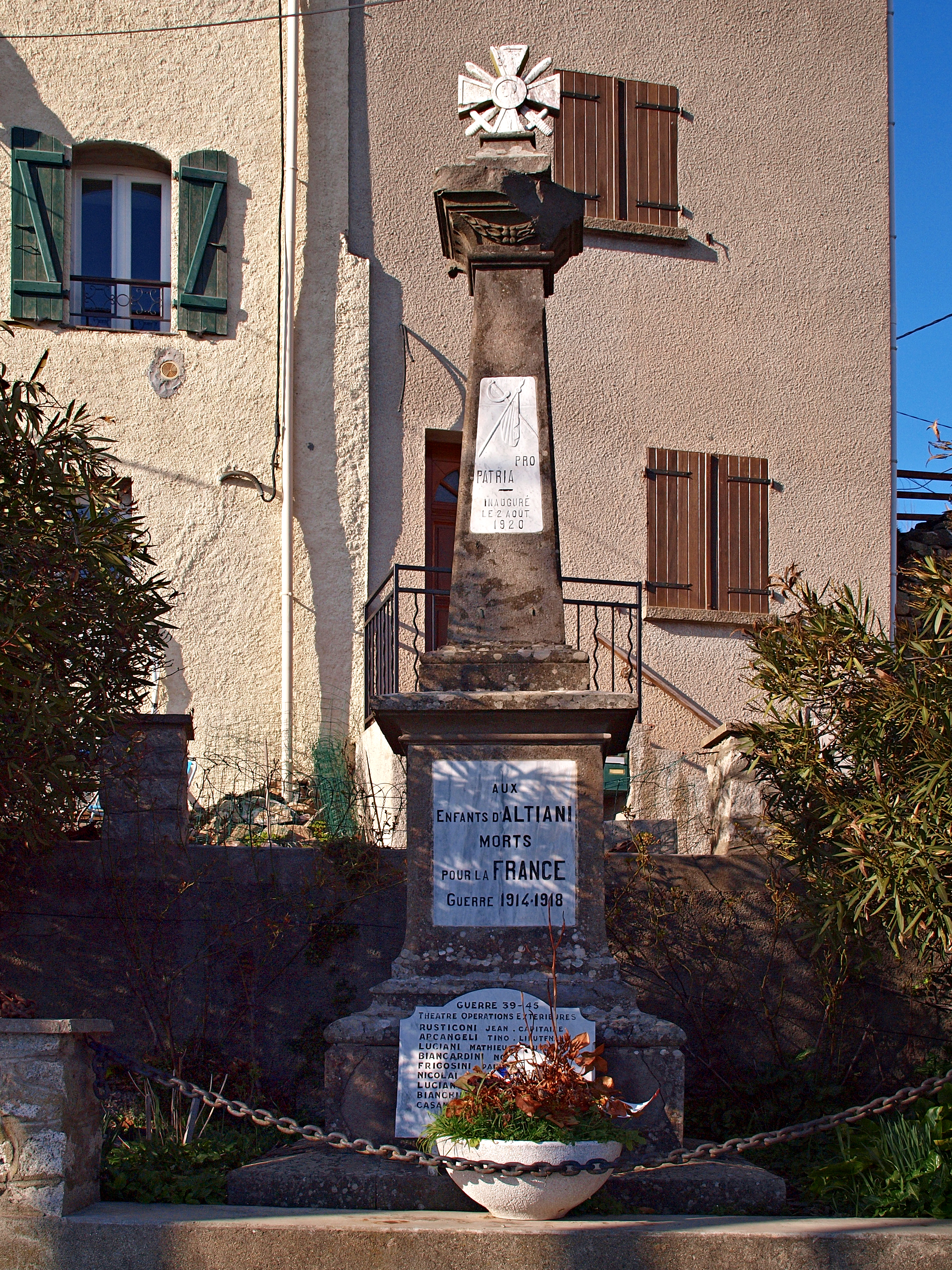
Monument aux morts.

- Moulin de Lutriani, ruiné, sur la rive droite du Tavignano.

### Personnalités liées à la commune
- Joseph Campana, maire de 1959 à juillet 2001 (8 mandats consécutifs), date de son décès.